# マックス・マリンズ
マックス・マリンズ（Max Malins、1997年1月7日 - ）は、プレミアシップブリストル・ベアーズに所属するラグビーユニオン選手。

## プロフィール
- イングランド・ケンブリッジ出身[1]
- ポジションは、スタンドオフ(SO)、ウィング(WTB)、フルバック(FB)。
- 身長 180cm、体重 88kg
- U20イングランド代表に選ばれたことがある[2]。
- イングランド代表キャップは15（2023年2月現在）でラグビーワールドカップ2023のイングランド代表に選ばれた[3]。

## 略歴
2015年、サラセンズに加入。 
2020年から2年間ブリストル・ベアーズに期限付き移籍。そして2023-2024年シーズンにはブリストル・ベアーズに復帰予定。